# 竹窗随笔
《竹窗随笔》是佛教著作，明朝高僧莲池大师所作，共收录400多篇短文，记录了他的修行随感，阐释了禅、教、净等理念，并对佛家和儒家之间的一些争论进行了评价。